# Kyle Waldrop (baseball, 1985)
Pour les articles homonymes, voir Kyle Waldrop (baseball, 1991) et Kyle Waldrop.
Steven Kyle Waldrop (né le 27 octobre 1985 à Knoxville, Tennessee, États-Unis) est un lanceur de relève droitier des Ligues majeures de baseball qui évolue en 2011 et 2012 avec les Twins du Minnesota.

## Carrière
Kyle Waldrop est un choix de première ronde des Twins du Minnesota en 2004.
Alors dans les ligues mineures, Waldrop rate l'entière saison de baseball 2008 après une opération. Utilisé au départ comme lanceur partant, il est converti en releveur à son retour au jeu.
Il fait ses débuts dans le baseball majeur avec Minnesota le 5 septembre 2011 et remporte sa première victoire en carrière le 25 septembre sur les Indians de Cleveland.
Il lance 11 manches en sept sorties pour les Twins en 2011. En 2012, il est rappelé des mineures pour 17 présences en relève : il maintient une moyenne de points mérités de 2,53 en 21 manches et un tiers lancées, encaissant une défaite comme seule décision.
Le 29 janvier 2013, Waldrop signe un contrat des ligues mineures avec les Pirates de Pittsburgh. Il termine sa carrière en ligues mineures dans l'organisation des Pirates en 2013.